# Linia kolejowa Sambor – Starzawa
Linia kolejowa Sambor – Starzawa – linia kolejowa na Ukrainie łącząca stację Sambor ze stacją Starzawa i przejściem granicznym z Polską. Znajduje się w obwodzie lwowskim. Zarządzana jest przez Kolej Lwowską (oddział ukraińskich kolei państwowych).
Linia na całej długości jest jednotorowa i niezelektryfikowana (z wyjątkiem stacji Sambor, która posiada trakcję).

## Historia
Linia ta stanowi fragment dawnej Kolei Dniestrzańskiej (Sambor - Chyrów; będącej częścią Galicyjskiej Kolei Transwersalnej) oraz Pierwszej Węgiersko-Galicyjskiej Kolei Żelaznej (Chyrów - Starzawa). Początkowo leżała w Austro-Węgrzech, w latach 1918 - 1945 w Polsce, następnie w Związku Sowieckim (1945 - 1991) i od 1991 na Ukrainie.
W lutym 2023 roku zakończono trwającą prawie rok przebudowę i modernizację linii na całej jej długości. Modernizacja objęła również odtworzenie eksploatowanego do listopada 2010 roku toru o rozstawie szyn 1435 mm pomiędzy granicą Polski a Chyrowem.